# Mobilinux
Mobilinux，是一種基於Linux內核的行動作業系統，應用於智能手機。MontaVista公司於2005年4月25日宣布Mobilinux。
Mobilinux是基於開放源代碼和開放標準技術，設計給可擴展性的單芯片移動電話。超過35萬部手機和其他移動設備上運行的Mobilinux ，遠遠超過任何其他的商業Linux操作系統。
Mobilinux 是基於Linux kernel2.6。它具有不到1秒快速啟動時間。其DevRocket圖形用戶界面是基於EclipseIt。還包括先進的Linux ALSA聲音架構驅動程序支持給嵌入式系統。

## 外部連結
- http://lwn.net/Articles/2.6-kernel-api/（页面存档备份，存于）
- Mobilinux Open Framework
- https://web.archive.org/web/20120114150216/http://mvista.com/product_detail_mob.php
- 2007 Press release（页面存档备份，存于）